# Giuseppe Vitali (generale)
Giuseppe Vitali (Bergamo, 1845 – Anzio, 1921) è stato un militare e inventore italiano.

## Biografia
Vitali partecipò alla campagna del 1866, in cui si guadagnò una medaglia d'Argento al Valor Militare. Fu nominato nello stesso anno sottotenente d'artiglieria.
Rientrato dalla guerra e superati i corsi della scuola complementare, prestò servizio nel 1º Reggimento artiglieria, promosso luogotenente nel 1870, passò al 3º Reggimento artiglieria da fortezza e l'anno dopo venne trasferito al 7º Reggimento artiglieria da campagna.
Promosso al grado di capitano nel 1878, prestò servizio alla Compagnia Operai, dal 1883 al 1890 alla Fabbrica d'Armi di Torino, anno in cui fu promosso maggiore.
Nel 1891 è assegnato al 27º Reggimento da fortezza, quattro anni dopo, nel 1895 alla 9ª Brigata da fortezza. Nel 1897 promosso al grado di tenente colonnello, fu destinato alla direzione d'artiglieria di Roma, ove rimase sino al 1901.
Dal 1901 al 1903 fu Direttore del Laboratorio di precisione di Roma. In questo periodo, diede grande impulso alle lavorazioni, rese più agevoli per il progressivo acquisto di macchinari più moderni.
Nel 1903 lasciò il servizio attivo e nel 1912 fu promosso maggior generale nella Riserva.
Durante la Grande Guerra venne richiamato in servizio dal 1915 al 1918 all'Ispettorato delle costruzioni d'artiglieria. Nel 1917 venne promosso tenente generale.
Fin dal 1883 aveva iniziato i suoi studi sulla ripetizione seguendo pertanto una strada nuova e più razionale da quella battuta dalla Germania e dalla Francia. L'americano Lee aveva in quegli anni ideato i serbatoi centrali mobili, l'allora capitano Giuseppe Vitali li perfezionò rendendoli fissi e realizzando il caricamento multiplo per mezzo di un caricatore contenente quattro cartucce che si caricavano tutte insieme in un tempo uguale a quello occorrente per caricarne una sola cartuccia. Per tali studi da lui effettuati, 1887 l'Italia trasformò ed adattò il fucile Vetterli Mod. 1870, realizzato appunto dallo svizzero Federico Vetterli, in fucile a ripetizione Modello 1870-87 sistema Vitali.
Nel suo periodo di permanenza alla Regia Fabbrica d'Armi di Torino, trasformò il ciclo produttivo per adattarlo e rendere possibile l'incremento della trasformazione dei Vetterli. Le parti meno importanti venivano acquistate dall'industria privata, e successivamente assemblate nelle officine dello stabilimento. Questo sistema si dimostrò molto conveniente, la produzione di armi modello 1870/87 si stabilizzò a circa venticinque fucili all'ora con solo sette operai, contro i cento al giorno della fabbrica di Terni che impiegava circa trecento operai.
Nel 1905 presentò una pistola semiautomatica del calibro 7,62 mm, che da lui prese il nome. Essa è del sistema a canna ed otturatore rinculanti in misure diverse. Il meccanismo di otturazione e scatto sono contenuti nel castello e nell'impugnatura. Il caricamento è multiplo con caricatore capace di otto cartucce tipo Mauser, che si dispone sull'apertura di caricamento.